# Gunnar Frising
Gunnar Sigfrid Frising, född 7 juli 1875 i Örsjö socken, Malmöhus län, död 6 juli 1947 i Lund, var en svensk läkare.
Frising blev medicine licentiat 1910, medicine doktor 1926 och var docent i ortopedi vid Lunds universitet 1927–1929. Han var överläkare vid ortopediska kliniken på Lunds lasarett 1919–1940 och lärare i ortopedi vid universitetet 1929–1940. Frising var redaktör för Acta ortopedica scandinavica. Hans vetenskapliga verksamhet omfattade ett antal arbeten i ortopedi.